# Guvernul Victor Ponta (3)
Guvernul Victor Ponta (3) este executivul care a guvernat România începând cu 5 martie 2014, după ce cu o zi înainte primise votul de încredere al Parlamentului țării. Guvernul Ponta (3) a fost susținut de către PSD, UDMR, PC și UNPR și a rămas în funcție până când, în urma alegerilor prezidențiale din acel an, UDMR s-a retras de la guvernare, și un nou guvern condus de același prim ministru Victor Ponta a fost învestit la 17 decembrie.
Cabinetul Victor Ponta (3) a fost constituit după retragerea PNL de la guvernare și a fost aprobat de Parlamentul României în 4 martie 2014 și a depus jurământul în fața președintelui Traian Băsescu în seara zilei de 5 martie 2014.
Partidul Democrat Liberal, de opoziție, a depus la Curtea Constituțională a României o contestație împotriva învestiturii guvernului, motivând că guvernul nu poate fi învestit fără un program politic. Guvernul Ponta a anunțat angajarea răspunderii în Parlament pe un nou program, și deci Curtea Constituțională a constatat, cu 8 voturi pentru și 1 împotrivă, că respectiva contestație nu mai are obiect.

## Componență
| Funcție                                                                                       | Nume | Nume              | Partid      | Început           | Sfârșit           |
| --------------------------------------------------------------------------------------------- | ---- | ----------------- | ----------- | ----------------- | ----------------- |
| Prim-minstru                                                                                  |      | Victor Ponta      | PSD         | 7 mai 2012        | 4 noiembrie 2015  |
| Viceprim-minștri                                                                              |      |                   |             |                   |                   |
| Viceprim-minstru, Ministru al Dezvoltării Regionale și al Administrației Publice              |      | Liviu Dragnea     | PSD         | 5 martie 2014     | 13 decembrie 2014 |
| Viceprim-minstru, Ministru al Afacerilor Interne                                              |      | Gabriel Oprea     | UNPR        | 5 martie 2014     | 13 decembrie 2014 |
| Viceprim-minstru, Ministru al Agriculturii și Dezvoltării Rurale                              |      | Daniel Constantin | PC          | 5 martie 2014     | 13 decembrie 2014 |
| Viceprim-minstru, Ministru al Culturii                                                        |      | Hunor Kelemen     | UDMR        | 5 martie 2014     | 24 noiembrie 2014 |
| Viceprim-minstru, Ministru al Culturii                                                        |      | Csilla Hegedüs    | UDMR        | 24 noiembrie 2014 | 13 decembrie 2014 |
| Miniștri                                                                                      |      |                   |             |                   |                   |
| Ministrul Afacerilor Externe                                                                  |      | Titus Corlățean   | PSD         | 5 martie 2014     | 10 noiembrie 2014 |
| Ministrul Afacerilor Externe                                                                  |      | Teodor Meleșcanu  | Independent | 10 noiembrie 2014 | 18 noiembrie 2014 |
| Ministrul Afacerilor Externe                                                                  |      | Bogdan Aurescu    | Independent | 24 noiembrie 2014 | 13 decembrie 2014 |
| Ministrul Apărării Naționale                                                                  |      | Mircea Dușa       | PSD         | 5 martie 2014     | 13 decembrie 2014 |
| Ministrul Finanțelor Publice                                                                  |      | Ioana Petrescu    | Independent | 5 martie 2014     | 13 decembrie 2014 |
| Ministrul Economiei                                                                           |      | Constantin Niță   | PSD         | 5 martie 2014     | 13 decembrie 2014 |
| Ministrul Justiției                                                                           |      | Robert Cazanciuc  | PSD         | 5 martie 2014     | 13 decembrie 2014 |
| Ministrul Transporturilor                                                                     |      | Dan Șova          | PSD         | 5 martie 2014     | 24 iunie 2014     |
| Ministrul Transporturilor                                                                     |      | Ioan Rus          | PSD         | 25 iunie 2014     | 13 decembrie 2014 |
| Ministrul Sănătății                                                                           |      | Nicolae Bănicioiu | PSD         | 5 martie 2014     | 13 decembrie 2014 |
| Ministrul Mediului și Schimbărilor Climatice                                                  |      | Attila Korodi     | UDMR        | 5 martie 2014     | 13 decembrie 2014 |
| Ministrul Societății Informaționale                                                           |      | Răzvan Cotovelea  | Independent | 5 martie 2014     | 13 decembrie 2014 |
| Ministrul Muncii, Familiei, Protecției Sociale și Persoanelor Vârstnice                       |      | Rovana Plumb      | PSD         | 5 martie 2014     | 13 decembrie 2014 |
| Ministrul Educației Naționale                                                                 |      | Remus Pricopie    | PSD         | 5 martie 2014     | 13 decembrie 2014 |
| Ministrul Fondurilor Europene                                                                 |      | Eugen Teodorovici | PSD         | 5 martie 2014     | 13 decembrie 2014 |
| Ministrul Tineretului și Sportului                                                            |      | Gabriela Szabo    | PSD         | 5 martie 2014     | 13 decembrie 2014 |
| Miniștri Delegați                                                                             |      |                   |             |                   |                   |
| Ministrul Delegat pentru Buget                                                                |      | Liviu Voinea      | PSD         | 5 martie 2014     | 15 iunie 2014     |
| Ministrul Delegat pentru Buget                                                                |      | Darius Vâlcov     | PSD         | 28 august 2014    | 13 decembrie 2014 |
| Ministrul Delegat pentru Întreprinderi Mici și Mijlocii, Mediu de Afaceri și Turism           |      | Florin Jianu      | Independent | 5 martie 2014     | 13 decembrie 2014 |
| Ministrul Delegat pentru Învățământ Superior, Cercetare Științifică și Dezvoltare Tehnologică |      | Mihnea Costoiu    | PSD         | 5 martie 2014     | 13 decembrie 2014 |
| Ministrul Delegat pentru Ape,Păduri și Piscicultură                                           |      | Doina Pană        | PSD         | 5 martie 2014     | 13 decembrie 2014 |
| Ministrul Delegat pentru Energie                                                              |      | Răzvan Nicolescu  | Independent | 5 martie 2014     | 13 decembrie 2014 |
| Ministrul Delegat pentru Relația cu Parlamentul                                               |      | Eugen Nicolicea   | UNPR        | 5 martie 2014     | 13 decembrie 2014 |
| Ministrul Delegat pentru Românii de Pretutindeni                                              |      | Bogdan Stanoevici | Independent | 5 martie 2014     | 13 decembrie 2014 |
| Ministrul Delegat pentru Dialog Social                                                        |      | Aurelia Cristea   | PSD         | 5 martie 2014     | 13 decembrie 2014 |

## Legături externe
- Victor Ponta a anunțat componența noului Guvern, 3 martie 2014, hotnews.ro
- Guvernul Ponta-III primește marți votul Parlamentului, după audierea noilor miniștri și a celor cu portofolii noi, Ionuț Baias, 4 martie 2014, hotnews.ro
- Zegrean: „Belgia nu a avut Guvern un an și jumătate și se pare că a dus-o mai bine în perioada aia”, 5 martie 2014, mediafax.ro
- Noii miniștri ai Cabinetului Ponta III au depus jurământul la Palatul Cotroceni, 5 martie 2014, Cristian Fierbințeanu, mediafax.ro
- Ponta a prezentat noul Guvern: PSD l-a validat, chiar daca e plin de tehnocrati tineri, 3 martie 2014, Ziare.com